# Port lotniczy Orestes Acosta
Port lotniczy Orestes Acosta (IATA: MOA, ICAO: MUMO) – port lotniczy położony w Moa, w prowincji Holguín, na Kubie.